# Tresnipatjärnen
Tresnipatjärnen är en sjö i Härjedalens kommun i Härjedalen och ingår i Ljusnans huvudavrinningsområde. Sjön har en area på 0,0942 kvadratkilometer och ligger 360,1 meter över havet.

## Delavrinningsområde
Tresnipatjärnen ingår i det delavrinningsområde (686730-144139) som SMHI kallar för Inloppet i Klucksjön. Medelhöjden är 391 meter över havet och ytan är 10,97 kvadratkilometer. Räknas de 6 avrinningsområdena uppströms in blir den ackumulerade arean 64,21 kvadratkilometer. Voxnan som avvattnar avrinningsområdet har biflödesordning 3, vilket innebär att vattnet flödar genom totalt 3 vattendrag innan det når havet efter 210 kilometer. Avrinningsområdet består mestadels av skog (73 procent) och sankmarker (21 procent). Avrinningsområdet har 0,16 kvadratkilometer vattenytor vilket ger det en sjöprocent på 1,5 procent.